# Station Ferwerd
Ferwerd (Fd) was een station aan de voormalige spoorlijn Leeuwarden - Anjum. Het station van Ferwerd werd geopend op 22 april 1901 en gesloten op 1 december 1940.
Dit station is gebouwd naar het Standaardtype NFLS, wat voornamelijk werd gebruikt voor verschillende spoorwegstations in Friesland. Het station in Ferwerd viel binnen het type NFLS 2e klasse.
Het stationsgebouw werd in 1974 gesloopt.